# Арутюнова-Фиданян, Виада Артуровна
Виа́да Арту́ровна Арутю́нова-Фиданя́н (род. 30 сентября 1937 года, Москва) — советский и российский учёный, византинист, арменовед и кавказовед. Доктор исторических наук, ведущий научный сотрудник Института всеобщей истории РАН.

## Биография
После окончания школы поступила на классическое отделение филологического факультета МГУ, которое окончила в 1960 году, защитив дипломную работу «Догомеровский эпос в поэмах Гомера».
В 1960—1961 годах преподавала древнегреческий язык в МГУ и латынь в Университете дружбы народов. В 1962 году поступила в аспирантуру Ереванского университета по специальности «византиноведение». В 1968 году на историческом факультете Ереванского государственного университета защитила диссертацию на тему «Типик Григория Пакуриана». С 1966 по 1978 годы Арутюнова-Фиданян работала в Институте истории АН Армянской ССР в Ереване, после чего в 1986 году поступила на работу в московский Институт истории СССР АН СССР (ныне Институт российской истории РАН), на кафедре которого в 1991 году защитила докторскую диссертацию по теме армяно-византийской контактной зоны. С 1997 года и по сей день — ведущий научный сотрудник Института всеобщей истории.

## Деятельность
Арутюнова-Фиданян является автором четырёх монографий и около 150 научных статей. Работы посвящены исторической картографии, экономической и политической истории, социально-административному строю Византии. В исследованиях занимается изучением общин армян-халкидонитов в странах византийского культурного круга.
Во многих своих работах, в частности на XIX Копенгагенском конгрессе и круглом столе XXI-го Лондонского конгресса византиноведов, Арутюнова-Фиданян предложила изучить «образ другого» в контексте диалога культур, представив следующие проблемные направления:
- изучение механизмов присвоения и отчуждения, отстранения и наделения («чужого» своим);
- исследование возможности глубокого изменения ментального и физического пространств под влиянием «образа другого»;
- изучение приложения современных аллогических реакций сознания к реконструируемой ими исторической ментальности.

В своих трудах немало времени уделяла внимание проблемам русско-армянских отношений, результатом чего явились работы: «Византийские и армянские историки о Руси и русах», «Культ Григория Армянского в Новгороде», «Православные армяне в Северо-Восточной Руси». В последнее время Арутюнова-Фиданян уделяет больше внимания механизмам взаимодействия устной и письменной традиций.
За монографию «Повествование о делах армянских» была удостоена большой золотой медали от Макарьевского фонда.
Ею разработана концепция армянской православной общины VI—XI веках и теория о существовании новой общественной модели в лимитрофных районах Византии, названной ею «контактная зона». Арутюновой-Фиданян в научный оборот был введён термин «вторичный эпос» — явление, существующее на пересечении устной и письменной традиции.
Труды автора издавались в ряде академических изданий различных стран. Арутюнова-Фиданян принимает активное участие в международных и региональных конференциях, конгрессах византиноведов и ориенталистов, участвует в авторитетных международных проектах (совместно с учёными Болгарии, Германии, Франции, США), в межинститутских проектах и программах ОИФН и Президиума РАН.

## Награды
- Большая золотая медаль от Макарьевского фонда (за монографию «Повествование о делах армянских»)

## Работы
- К вопросу об армянах-халкидонитах // Вестн. обществ. наук АН Армянской ССР. 1971. № 3
- Из истории северо-восточных пограничных областей Византийской империи в XI в. // Историко-филологический журнал. 1972. № 1
- Византийские правители фемы «Ивирия» // Вестн. обществ. наук АН Армянской ССР. 1973. № 2
- «Ивир» в византийских источниках XI в. // Вестн. Матенадарана. 1973. № 11
- Византийские правители Эдессы в XI в. // Византийский временник. 1973. Т. 35
- Some aspects of the Military Administrative Districts and of the Byzantine Administration during the XI Century // Revue des études arméniennes. 1986—1987. T. XX. Фема Васпуракан (территориальный состав) // Вестн. обществ. наук АН Армянской ССР. 1974. № 9
- Фема Васпуракан // Византийский временник. 1977. Т. 38
- Типик Григория Пакуриана. Текст, введ., пер., и коммент. Ереван, 1978
- Ещё раз о феме «Ивирия» // Кавказ и Византия. Ереван, 1979. Вып. 1
- Армяно-халкидониты на восточных границах Византийской империи (XI в.). Ереван, 1980
- О своеобразии одного монастырского устава XI века // Българско средновековие. София, 1980
- Sur le problème des provinces byzantines orientales // Revue des études arméniennes. 1980. T. XIV
- Несколько замечаний к положению на восточных границах Византии в 70-е годы XI в. // Кавказ и Византия. Ереван, 1980. Вып. 2
- Ethno-confessional self-concsiousness of armenians-chalcedoniens // Byzantium and Caucasus. Washington, 1988
- К вопросу о двух редакциях «Типика» Пакуриана // Кавказ и Византия. Ереван, 1988. Вып. 6
- Армяне в Болгарии в XI в. Ч. I—II // Вестн. Ереванского ун-та. 1988. № 3; 1989. № 1
- Образ Византии в армянской историографии X в. // ВВ. 1991. Т. 52. С. 112—135
- Les Arméniens Chalcedoniens en tant que phénomène culturel de l’Orient chrétien // Atti del quinto Simposio Internazionale di Arte Armena. 1988. Venezia, 1992
- Ethno-confessional self-awareness of Armenian-Chalcedonians // Revue des études arméniennes. 1991—1992. T. XXI
- Армяно-византийская контактная зона (X—XI вв.): Результаты взаимодействия культур. М., 1994
- Образ Византии в армянской средневековой историографии XI в. (Аристакес Ластивертци) // ВВ. 1994. Т. 55. С. 146—151
- Православные армяне в Северо-Восточной Руси // Древнейшие государства Восточной Европы. 1992—1993 гг. М., 1995
- Этноконфессиональное самосознание армяно-византийской знати в XI—XII вв. // Элита и этнос средневековья. М., 1995
- Православные армяне в контексте борьбы за унию церквей на Христианском Востоке // Традиции и наследие Христианского Востока: Мат-лы междунар. конф. М., 1996. С. 23-62
- К вопросу об авторстве «Послания к Захарии» // Византийские очерки. М., 1996
- Образование новой социально-административной структуры в армяно-византийской контактной зоне // Вестник Ереванского Университета. 1996. № 1.
- «Повествование о делах армянских» — памятник армяно-византийской контактной зоны (V—VII вв.) // Иностранцы в Византии. Византийцы за рубежом своего Отечества. М., 1997
- Методы создания позитивного образа Византийской империи в армянской историографии (период экспансии) // Чужое: опыты преодоления: Очерки из истории культуры Средиземноморья. М., 1999. С. 277—309
- Византийские идеологемы в армянской историографии // Сравнительное изучение цивилизаций: Междисциплинарный подход. М., 1999
- Византия и Армения в X—XII вв.: зона контакта // Византия между Востоком и Западом. СПб., 1999
- Реликвии в системе армяно-византийских отношений: религиозно-политические аспекты // Реликвии в искусстве и культуре восточнохристианского мира / Ред.-сост. А. М. Лидов. М., 2000. С. 50-52
- К вопросу об оригинальной части «Повествования о делах армянских» // Древнейшие государства Восточной Европы: Мат-лы и исслед., 1998 г. М., 2000
- Армянская православная община в VI—VII вв. // Армения и Христианский Восток. СПб., 2001
- Армения и Византия в VII в.: синтезная контактная зона // Византийский временник. М., 2002. Т. 61 (86)
- Мнимые реальности богословской полемики в Армении IX в. // Древнейшие государства Восточной Европы. М., 2003 С.5-13
- «Повествование о делах армянских» (VII в.): Источник и время. М., 2004
- Григорий Просветитель // Православная энциклопедия. М., 2006. Т. 13
- «Закавказское досье» Константина VII Багрянородного". Информация и информаторы // Византийские очерки. СПб, 2006. С. 5-18
- Армяне-халкидониты: Идентичность на стыке этноса и конфессии // Исторические мифы и национальная идентичность. М., 2007
- Полемика между халкидонитами и монофизитами и переписка патриарха Фотия // Вестник ПСТГУ. Серия I. 2010 г. С. 23-33
- ВРТАНЕС КЕРТОГ // Православная энциклопедия. — М., 2005. — Т. IX : Владимирская икона Божией Матери — Второе пришествие. — С. 535. — 752 с. — 39 000 экз. — ISBN 5-89572-015-3.